# Nora Berrah
Nora Berrah (* 11. Juni 1955) ist eine US-amerikanische Physikerin auf dem Gebiet der Atom-, Molekül- und optischen Physik.

## Leben
Berrah wuchs in Algerien auf und studierte an der Universität Algier Physik (Abschluss 1979). 1987 wurde sie an der University of Virginia promoviert. Die nächsten vier Jahre verbrachte sie am Argonne National Laboratory. 1991 wurde sie Assistant Professor an der Western Michigan University und dort 2000 Full Professor. Seit 2014 ist sie Professor und Institutsvorstand am Department of Physics der University of Connecticut in Storrs.
Berrah erforscht die Wechselwirkung von Molekülen, Clustern und Nanostrukturen mit Licht, UV- und Röntgenstrahlung. Damit untersucht sie unter anderem Elektronenkorrelationen, Ladungstransfer und Vielteilcheneffekte mit dem langfristigen Ziel, der Quantenkontrolle der Dynamik des molekularen Systems. Ihr Forschungsschwerpunkt liegt auf der Untersuchung ultraschneller Prozesse im Femto- und Attosekundenbereich mittels Femtosekunden- und Freier-Elektronen-Laser.
In einem 2011 veröffentlichten Experiment demonstrierte sie mit ihren Mitarbeitern erstmals eine theoretisch vorhergesagte neue spektroskopische Technik, bei der mit intensiver Laserstrahlung zwei kernnahe Elektronen zugleich ionisiert werden. Die dabei entstehenden Double-core-hole (DCH)-Zustände erlauben es dann, auch chemisch sehr ähnliche Moleküle spektral zu unterscheiden.

## Auszeichnungen
- 1992: Humboldt-Stipendium der Alexander von Humboldt-Stiftung (am Fritz-Haber-Institut der Max-Planck-Gesellschaft in Berlin)
- 1999: Fellow der American Physical Society (APS)
- 2002: David. S. Shirley Award for Outstanding Scientific Achievements at the Advanced Light Source, Lawrence Berkeley National Laboratory
- 2014: Davisson-Germer-Preis der APS[7]
- 2018: Fellow der American Association for the Advancement of Science (AAAS)[8]
- 2019: Mitglied der American Academy of Arts and Sciences
- 2024: Mitglied der National Academy of Sciences

## Schriften (Auswahl)
- Double-core-hole spectroscopy for chemical analysis with an intense X-ray femtosecond laser. In: PNAS. Band 108, Nr. 41, 11. Oktober 2011, S. 6912–16915, doi:10.1073/pnas.1111380108 (englisch).
- Nora Berrah, Philip H. Bucksbaum: Beschleunigungsphysik: Die ultimative Röntgenmaschine. In: Spektrum der Wissenschaft. Nr. 10, Juli 2014, S. 78–86 (spektrum.de – Login erforderlich).
- Marc Humphrey, Paul V. Pancella, Nora Berrah: Quantum Physics (= Idiot's Guides). Alpha, 2015, ISBN 978-1-61564-317-2.
- Publikationsliste (seit 2010). In: uconn.edu. (englisch).